# 岐阜県道402号中野方七宗線
岐阜県道402号中野方七宗線（ぎふけんどう402ごう なかのほうひちそうせん）は、岐阜県恵那市から同県加茂郡七宗町に至る一般県道である。

## 概要

### 路線データ
- 起点：岐阜県恵那市中野方町（岐阜県道68号恵那白川線交点）
- 終点：岐阜県加茂郡七宗町川並樫原（国道41号交点）

## 沿革
- 1977年（昭和52年）2月27日 ： 認定[1]

## 地理

### 通過する自治体
- 岐阜県
  - 恵那市
  - 加茂郡
    - 八百津町
    - 七宗町

### 接続する道路
- 岐阜県道68号恵那白川線（恵那市中野方町地内）
- 岐阜県道412号恵那八百津線（八百津町潮見篠原地内）
- 岐阜県道353号篠原八百津線（八百津町潮見篠原地内）
- 岐阜県道83号多治見白川線（八百津町久田見後口地内で重複）
- 国道41号（七宗町川並樫原地内）

### 周辺
- 福地簡易郵便局
- むらさき野カントリークラブ
- 七宗町立上麻生中学校